# Tesla (americká firma)
Tesla, Inc. (do 1. února 2017 Tesla Motors) je americká technologická firma sídlící v Austinu v Texasu. Tesla navrhuje, vyrábí a prodává elektromobily, tahače, úložiště elektrické energie a solární střešní tašky. Provozuje autonomní taxislužbu a připravuje se na výrobu humanoidnch robotů. Firmu založili Martin Eberhard a Marc Tarpenning v roce 2003 a pojmenovali ji po elektroinženýrovi a fyzikovi Nikolovi Teslovi. Krátce na to se k firmě připojili Elon Musk, JB Straubel a Ian Wright.
Firma se poprvé dostala do veřejného povědomí v roce 2008, kdy začala s výrobou svého prvního sportovního elektromobilu Tesla Roadster. V roce 2025 tvoří nabídku firmy fullsize sedan Model S, SUV Model X, kompaktní sedan Model 3, crossover Model Y, fullsize pickup Cybertruck, tahač Semi, domácí bateriové uložiště Powerwall, komerční uložiště Powerpack, velkokapacitní kontejnerové uložiště Megapack, a solární tašky Solar Roof.
Nyní se zaměřuje na autonomii. Od června 2025 provozuje autonomní taxislužbu Robotaxi v domácím Austinu. Připravuje sériovou výrobu na autonomní taxislužbu specializovaného modelu Cybercab a humanoidního robota Optimus.
Od prvního prodeje modelu Roadster v roce 2008 do března 2025 prodala Tesla, Inc. 7,586,739 elektrických automobilů a tahačů.
Továrny v Austinu, Fremontu, Nevadě, Berlíně a Šanghaji mají výrobní kapacitu přes 2,35 miliony vozů ročně. Investice do výzkumu a vývoje pro dosažení cílů v oblasti autonomie přesahují 1,58 mld. $ za kvartál.

## Historie
Tesla byla založena v červenci 2003 Martinem Eberhardem a Marcem Tarpenningem. Krátce na to v roce 2004 se k firmě připojili další investoři, mezi nimiž byl i Elon Musk. Ten do firmy v prvním kole financování investoval 7,5 milionů USD z vlastních zdrojů a v dalších kolech financování pak další desítky milionů dolarů.
Od roku 2010 je Tesla veřejně obchodovatelnou společností na technologické burze NASDAQ. Vstup Tesly na burzu byl senzací a cena akcií lámala rekordy. Důvěru investorů však získala firma už před příchodem na burzu. V roce 2009 společnost Daimler AG odkoupila za 50 milionů USD 10% akcií Tesly, aby vzápětí prodala 40% svého podílu Aabar Investments z Abu Dhabí. Ve stejném roce Tesla přesvědčila o své důvěryhodnosti i americkou vládu, která jí půjčila 465 milionů USD. Tesla půjčku splatila v plné výši v roce 2013.
Prvotní prodej akcií firmě vynesl 226 milionů USD a významnou měrou tak přispěl ke splacení půjčky americké vládě. V roce 2013 akcie firmy ztratily 20 % své hodnoty, což bylo dáno především medializací požárů tří Modelů S.[zdroj?]
V souvislosti s hurikánem Irma roku 2017 firma softwarově na dálku vypnula omezení kapacity baterie, které bylo úmyslně vestavěno u nižších modelů.
Teprve roku 2020 firma poprvé vykázala čistý zisk.
V roce 2024 Musk výrazně investoval do prezidentské volební kampaně Donalda Trumpa. Ten v případě zvolení přislíbil z Muska udělat svého klíčového poradce. Po zvolení Trumpa prezidentem v listopadu 2024 výrazně poskočily hodnoty akcií Muskových firem, včetně Tesly. Ty za rok 2024 zaznamenaly růst o 60 % a tržní hodnota automobilky se poprvé dostala přes jeden bilion dolarů. Nicméně po kontroverzních krocích Muska i Trumpa v prvních měsících roku 2025 došlo k výraznému propadu prodeje automobilky v Evropě. Meziročně šlo o propad zhruba o polovinu. Po zveřejnění bilance se akcie Tesly propadly o 8 %. Akcie Tesly poté dále padaly a v březnu 2025 byly již zpět na hodnotě před zvolením Trumpa (tj. od prosince do března opět ztratily polovinu své hodnoty).

## Modely

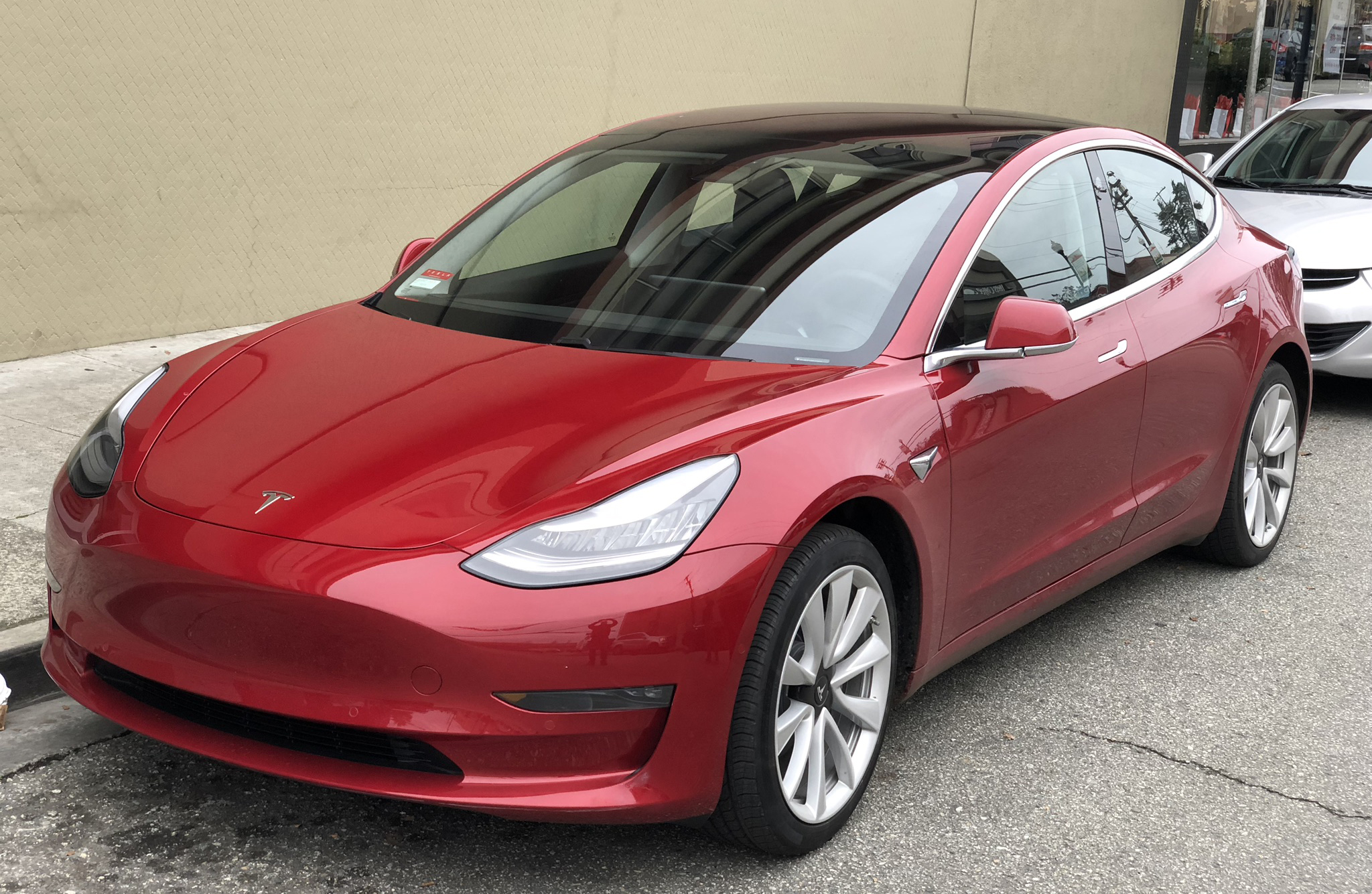
Tesla Model 3 (kompaktní třída)

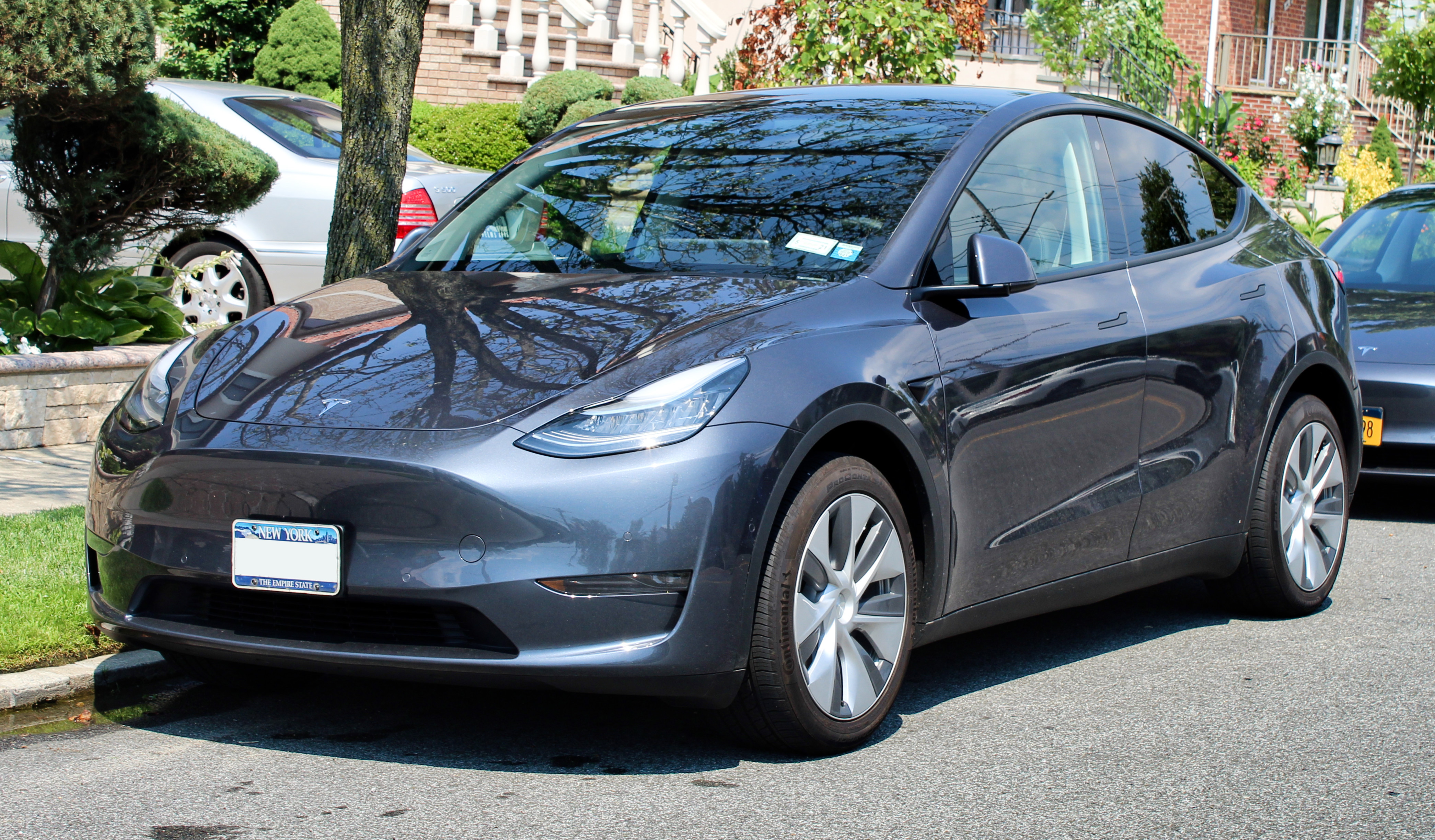
Tesla Model Y (crossover třídy D)

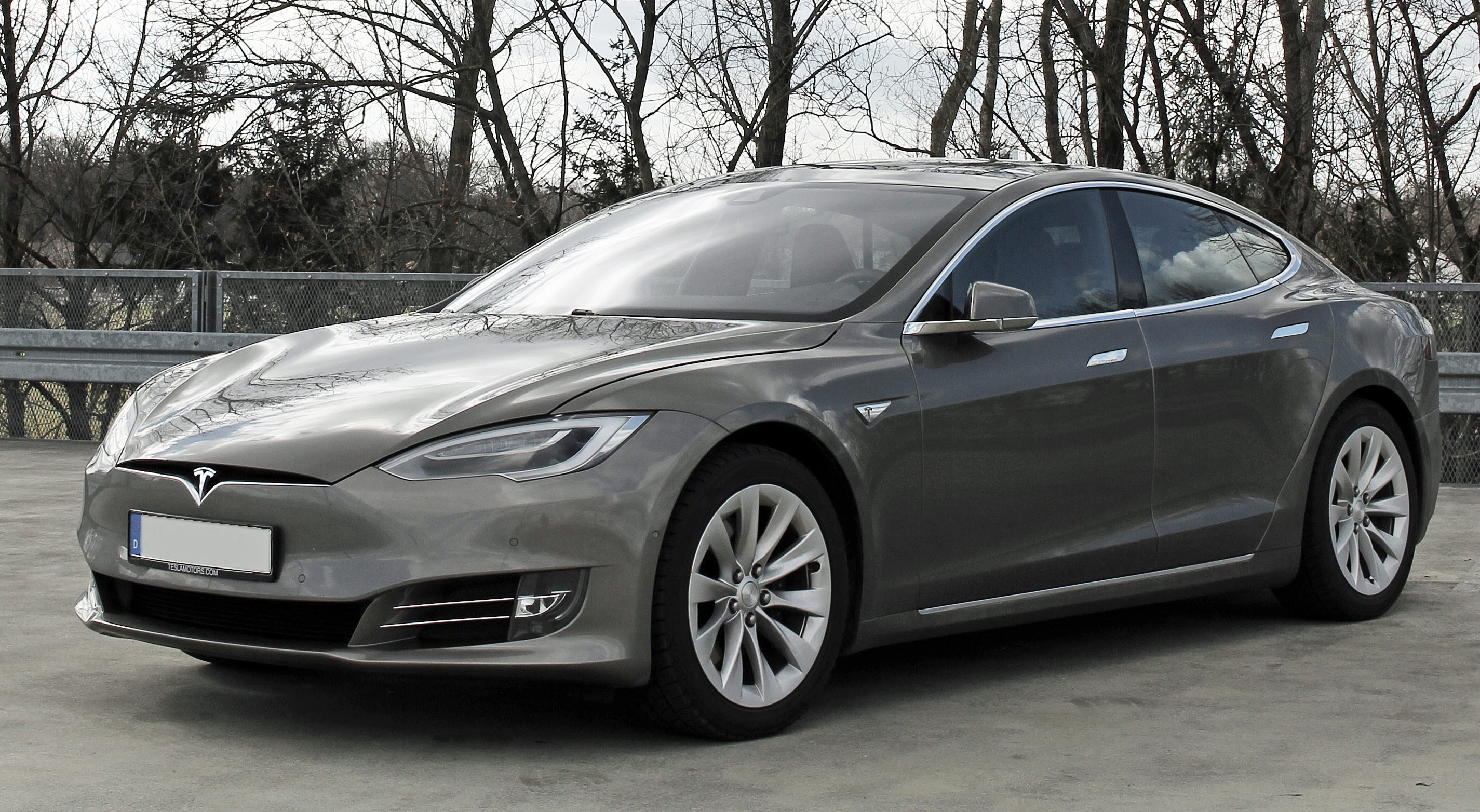
Tesla Model S (vyšší střední třída)

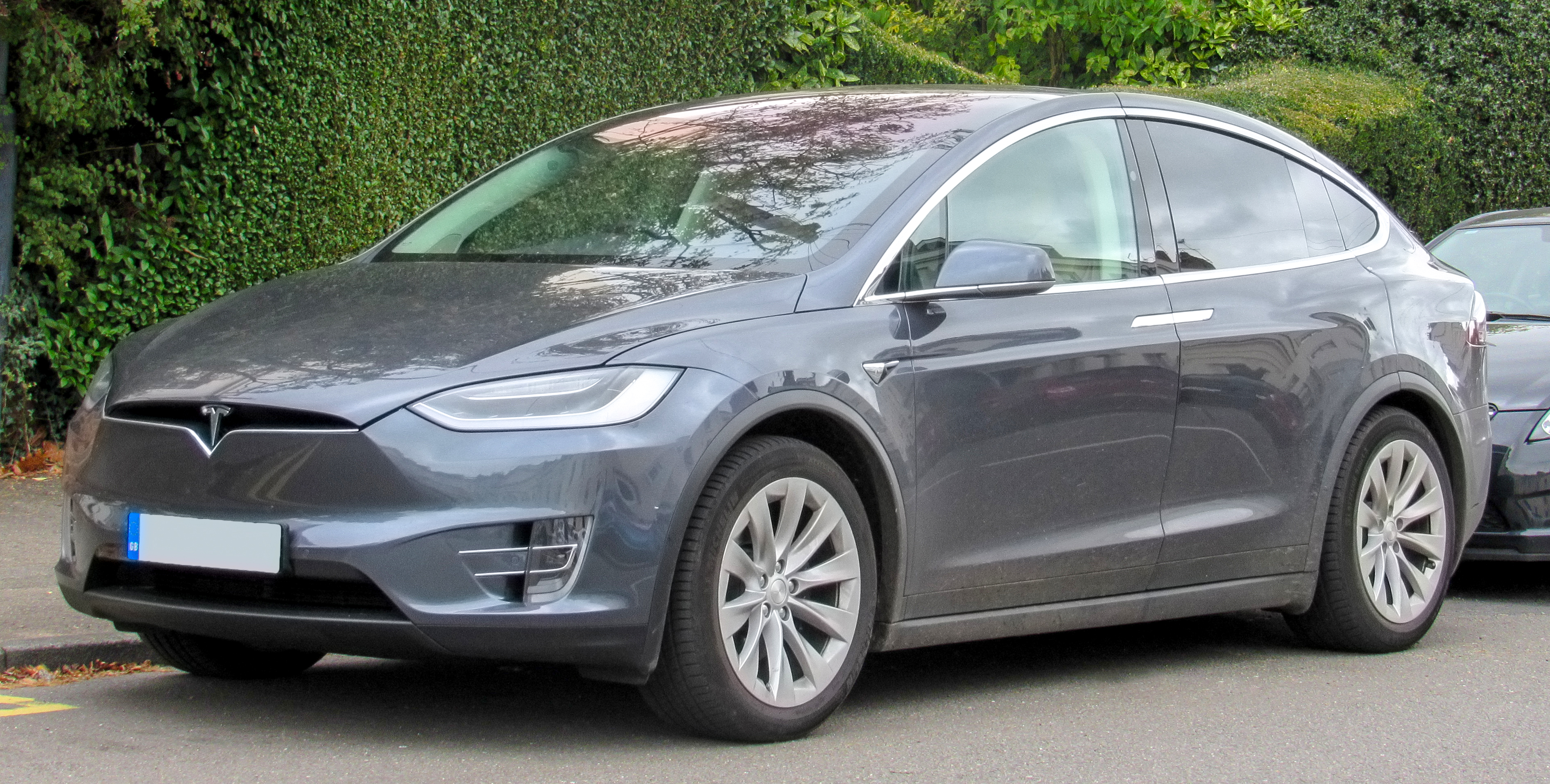
Tesla Model X (crossover třídy E)

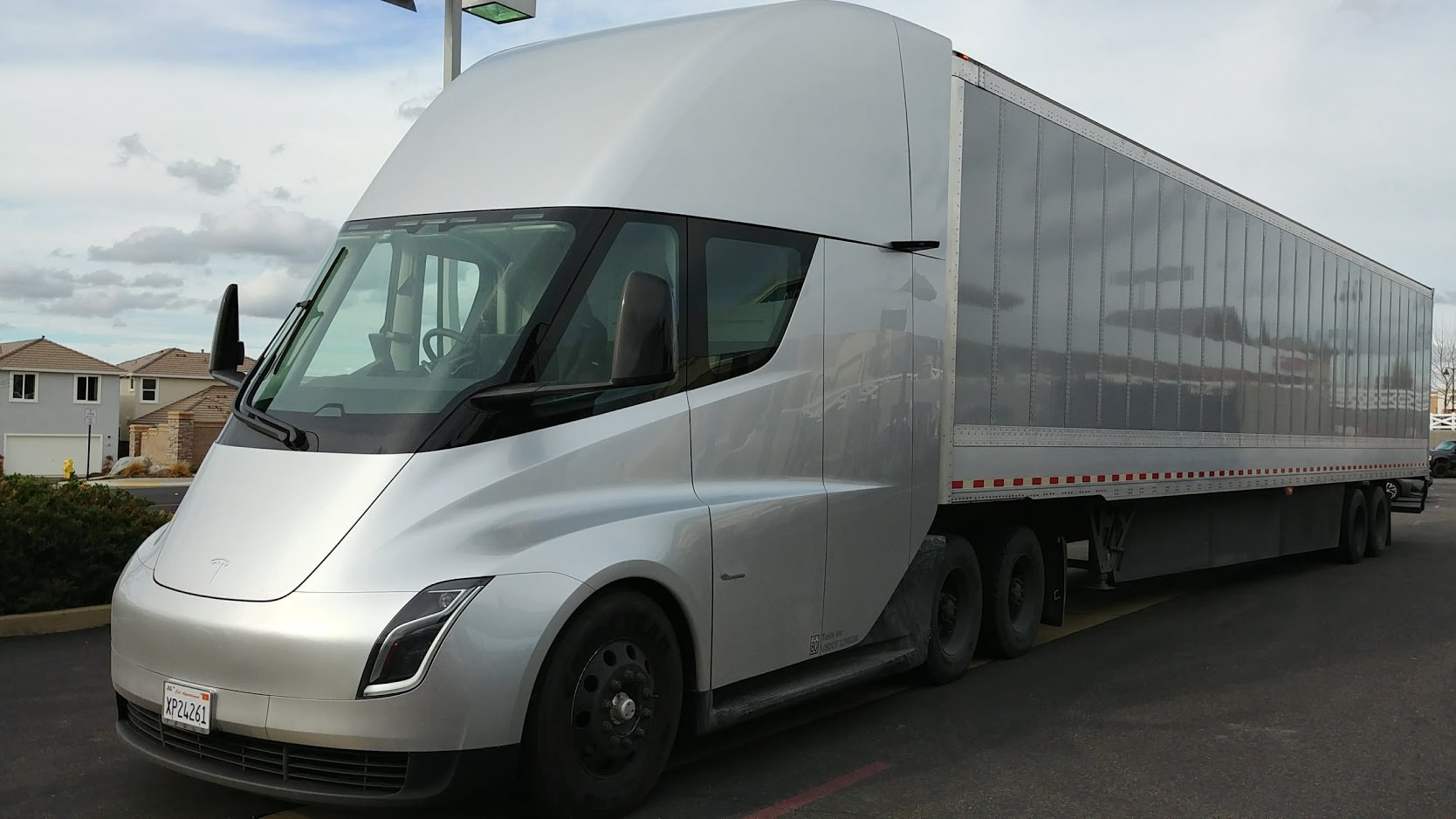
Tesla Semi

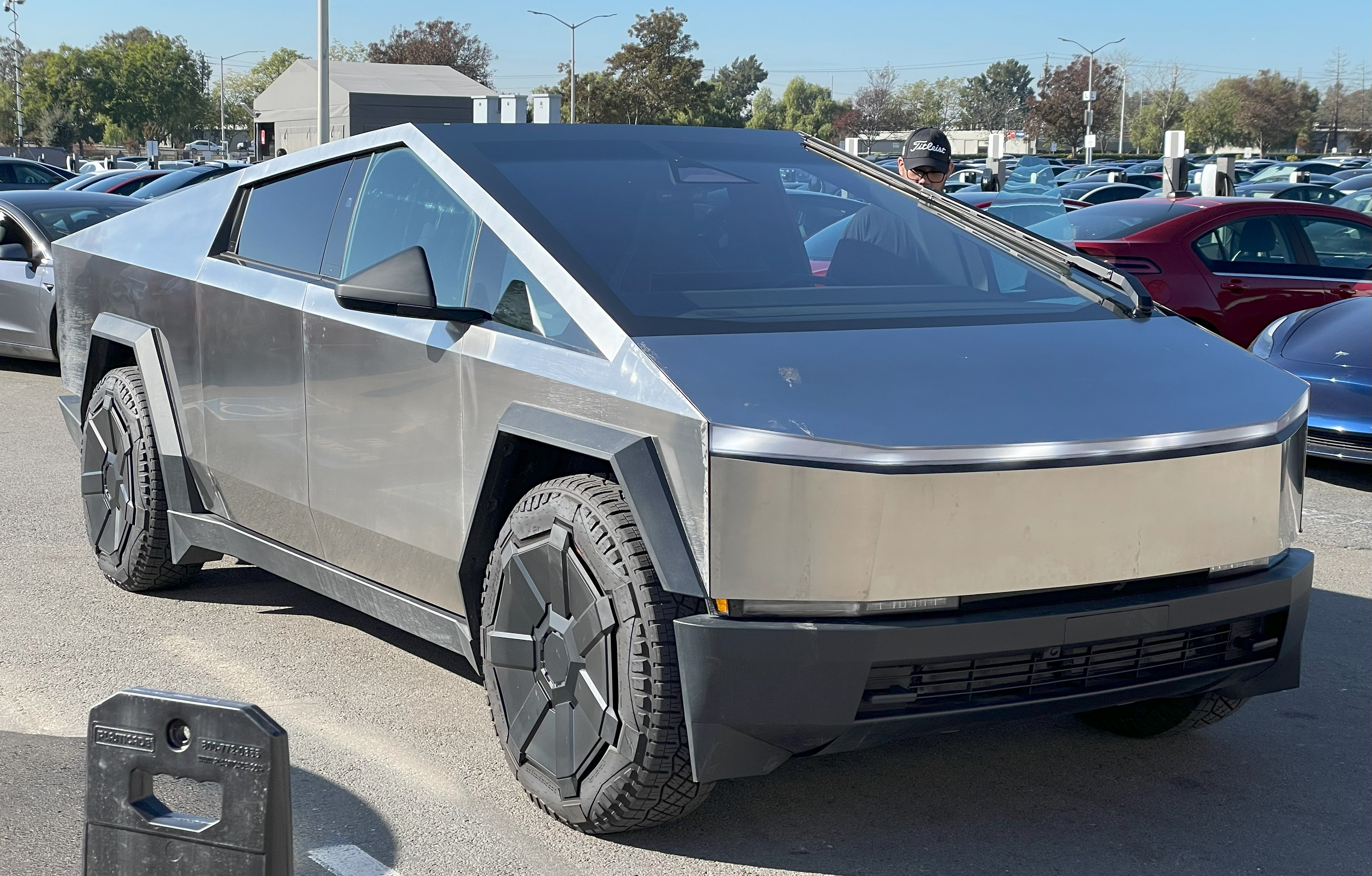
Tesla Cybertruck

### V produkci

#### Tesla Model S
Vývoj nového sedanu automobilky byl oznámen v červnu 2008 a nový Model S se začal prodávat 22. června 2012, v době ukončení produkce Roadsteru. Původně se automobil nabízel s třemi různými kapacitami baterie. Pro malý zájem byla verze se 40 kWh baterií vyřazena z nabídky, v níž tak zůstaly dvě verze s 60 a 85 kWh bateriemi. V současné době se Model S nabízí se dvěma typy baterií o kapacitách 70 a 100 kWh v různých výkonnostních variantách. Vrcholným provedením je verze P100D se 100 kWh baterií, s dojezdem až 613 km, zrychlením z 0 na 100 km/h za 2,7 sekundy a maximální rychlostí 250 km/h. V dubnu 2016 dostal Model S nový design, který se tak sjednotil s designem Modelu X. Hlavní změnou bylo odstranění falešné masky chladiče, kterou původní Model S disponoval.
Model S je vyráběn ve Fremontu v Kalifornii. Pro evropský trh je automobil montován v evropském distribučním centru automobilky, které se nachází v Tilburgu v Nizozemsku. Tilburg byl pro distribuci aut vybrán pro svou vhodnou polohu v blízkosti přístavu v Rotterdamu, prostřednictvím něhož se do Evropy dostávají komponenty pro montáž finálních automobilů. Auta jsou vyrobena a otestována ve Fremontu, pak jsou baterie, elektromotor a další části rozebrány a odeslány do Tilburgu, kde jsou znovu smontovány.
Tesla Model S je první elektromobil na světě, jehož majitelé společně překročili hranici miliardy najetých mil (1,6 miliardy kilometrů) bez emisí.

#### Tesla Model X
V únoru 2012 Tesla oznámila vývoj Modelu X, elektrického SUV pro 7 osob a s dvěma úložnými prostory. První Model X byl prezentován a předán prvním majitelům 29. září 2015.
V roce 2012 se více než tisíc lidí zúčastnilo odhalení automobilu, na kterém Elon Musk oznámil, že se auto dostane do výroby v roce 2013. V únoru 2013 automobilka oznámila, že se produkce přesouvá na konec roku 2014 z důvodu snahy o ziskovost společnosti v roce 2013 a snahy o dosažení 20 000 vyrobených Modelů S v témže roce. Ještě v roce 2013 začala Tesla přijímat objednávky na první automobily. V listopadu 2013 společnost oznámila, že ke konci roku 2014 bude schopna dodat prvních pár kusů Modelu X, přičemž masová výroba začne ve druhém čtvrtletí 2015. Postupně došlo k odložení prvních dodávek až na září 2015. Do té doby automobilka registrovala již 30 000 objednávek.
V září 2016 se Model X stal nejprodávanějším elektromobilem v Norsku.

#### Tesla Model 3
Model 3 je druhým luxusním sedanem společnosti. Odhalen byl v březnu 2016 a první dodávky jsou plánovány na konci roku 2017. Model 3 se má stát dostupnějším elektromobilem než ostatní dva modely. Jeho cena začíná na 35 000 USD před dalšími slevami a dotacemi. Automobil se stal hitem, ještě než se dostal do produkce. Během prezentace automobilu Elon Musk oznámil, že ještě před jeho představením firma registrovala přes 100 000 rezervací a ke konci roku 2016 Tesla hlásila již 400 000 rezervací na Model 3.
Model 3 vychází ze strategie společnosti začít nejprve vyrábět drahá luxusní auta a postupně rozšířit nabídku i o dostupnější modely, jejichž vývoj bude zaplacen z prodejů dražších modelů. Automobil vychází z designu Modelu S, jen je o zhruba pětinu menší. V jeho ceně bude zahrnut přístup k síti nabíjecích stanic Supercharger a kostra nebude z hliníku jako u Modelu S, ale z oceli. Model 3 by měl urazit minimálně 320 km na jedno nabití. Zrychlení z 0 na 100 km/h pak auto zvládne pod 6 sekund.

#### Tesla Model Y
Model technicky vychází z Modelu 3, jedná se o malé SUV (crossover). První dodávky začaly roku 2020. Model Y byl několik let po sobě do roku 2023 nejprodávanějším autem na světě. V roce 2024 byl sesazen Toyotou RAV4 kvůli dočasnému zastavení výroby Modelu Y v souvisloti s přestavbou linek na novější vylepšený model a vyčkáváním zákazníků na nový model.

#### Tesla Semi
Tesla Semi je tahač třídy 8 s elektrickým pohonem, který byl odhalen 16. listopadu 2017 firmou Tesla v prostorách SpaceX v kalifornském Hawthorne. První vozy byly dodány v prosinci 2022 pro americkou firmu PepsiCo. Pro rapidní navýšení výroby firma staví specializovanou továrnu v Nevadě. 

#### Tesla Cybertruck
Tesla Cybertruck je pick-up s výkonem sportovního vozu. Při jeho předvádění roku 2019 došlo k rozbití údajně nerozbitného skla. Dojezd má 400 až 550 kilometrů a cenu od 1,79 milionu Kč. První vozy se začaly prodávat v Severní Americe v listopadu 2023. Ve zbytku světa se zatím prodej neplánuje.

### Plánované

#### Tesla Roadster
Tesla Roadster byl prvním modelem automobilky, který jí zajistil publicitu, vyráběl se v letech 2008–2012. Designován byl Franzem Von Holzhausenem. Tento model využíval lithium-iontové akumulátory a automobil měl dojezd téměř 400 km na plné nabití. První prototyp vozu se objevil na veřejnosti v červenci 2006. První várka čítající 100 kusů se vyprodala během tří týdnů. Masová produkce pak začala v březnu 2008 a výroba automobilu probíhala do počátku roku 2012. Během roku 2023 je pak očekáván příchod druhé generace tohoto vozu (po odkladech; představený byl r. 2017). Od roku 2008 do března 2012 firma dodala více než 2550 Roadsterů svým zákazníkům v 31 zemích.
Průměrný dojezd automobilu je dle Tesly 245 mil (394 km). V roce 2009 ujel Roadster řízený Simonem Hackettem celý 313 mil (504 km) dlouhý úsek australského každoročního závodu ekologických aut Global Green Challenge na jedno nabití, a to průměrnou rychlostí 40 km/h. Tesla Roadster zvládl zrychlení z 0 na 97 km/h za 3,9 sekundy. a jeho maximální rychlost činí 201 km/h. Základní cena auta byla 109 000 USD. Roadster Sport pak začínal na 128 500 USD. Tato sportovnější verze zvládla zrychlit z 0 na 97 km/h za 3,9 sekundy. Dne 6. února 2018 se Tesla Roadster stal prvním pozemským osobním automobilem vyneseným do vesmíru. Stalo se tak při úspěšném testu nové rakety Falcon Heavy společnosti SpaceX.
Roadster je čtyřmístný sportovní elektromobil, vyrobený jako prototyp firmou. Tesla uvedla, že bude možné zrychlení z 0 na 62 mph (0 na 100 km/h) za 1,9 sekundy, rychlejší než jakékoliv produkční auto s povolením na silnici k datu jeho představení v listopadu 2017.
Podle Tesly se plánuje prodej vozu v roce 2023. Elon Musk uvedl, že Roadster bude nejrychlejším vozidlem s novým režimem zrychlení s názvem "Maximum Plaid". Nově je plánováno na rok 2025.

## Technologie

### Baterie pro vozidla
Na rozdíl od některých jiných výrobců automobilů, Tesla ve svých autech nepoužívá jednoúčelové, velké bateriové články. Místo nich auta obsahují větší množství menších lithium-iontových článků podobných těm, které jsou používány v noteboocích a v jiné spotřební elektronice avšak s vlastním složením. Tyto autobaterie jsou lehčí a jednodušší na výrobu, protože obsahují jiné bezpečnostní prvky. Podle Tesly jsou tyto baterie bezpečnější díky pokročilému vodnímu chladícímu systému obklopující články a protipožární pěně ve zbývajícím prostoru mezi články. Jedním z dodavatelů baterií pro Teslu a historicky nejdůležitější je Panasonic, který s ní spolupracuje v první její továrně na baterie zvané Gigafactory 1. Dalšími dodavatali bateriových článků jsou LG Energy Solutions, CATL, BYD, EVE Energy. Stále větší objem článků vyrábí také přímo Tesla sama. Gigafactory továrny vznikly a dále se rozšiřují v Číně, Německu a USA.
Většina ostatních výrobců nyní upustila od jednoúčelových velkých článků a napodobuje způsob jakým baterie pro vozidla vyrábí Tesla.
První automobil, Tesla Roadster, měl baterie umístěné vzadu za sedadly, Model S, Model X i vznikající Model 3 mají baterie uložené v podlaze pod kabinou. Takové řešení šetří vnitřní i zavazadlový prostor, ale společně s nízkým podvozkem Modelu S zvyšuje riziko poškození baterie po nárazu. K ochraně baterie Model S používá 6 mm silný štít z hliníkové slitiny. Dřívější instalace baterie v raných Modelech S umožňovala její rychlou výměnu, která trvala okolo 90 sekund. První a zároveň poslední stanice Tesly na výměnu baterií se nachází v Harris Ranch v Kalifornii a byla uvedena do provozu v prosinci 2014. Kvůli nízkému zájmu zákazníků se vyměňování baterií nebude dále rozšiřovat.

### Autonomní řízení
Autopilot je od roku 2014 poloautonomní asistent řízení ve všech vozech Tesla. Automobily jsou vybaveny kamerami nad čelním sklem, v předním a zadním nárazníku, v blatnících pro předozadní pohled a B sloupcích pro výhled do stran. Kamery umožňují neurální síti automobilu rozeznat dopravní značení, jízdní pruhy, překážky na cestě, ostatní vozidla, chodce, cyklisty, zvířata a další objekty. Roku 2016 došlo k první smrtelné nehodě při zapnuté funkci autopilota, a to po více než 200 milionech kilometrů. Automobilka byla kritizována za to, že pokročilého asistenta řízení označuje jako autopilota, což může některé lidi vést k tomu, že se po jeho aktivaci přestanou věnovat řízení. Tesla však upozorňuje, že autopilot je pouze doplňkem a řidič se má během jízdy věnovat řízení a udržovat pozornost. Jeho funkce jsou v současnosti omezeny především na jízdu po dálnici a na jízdu po okresních silnicích s tím, že v určitých chvílích musí řízení převzít řidič.
Od října 2016 jsou pak všechny nové automobily Tesla vybaveny hardwarem, který umožňuje úplné autonomní řízení vozidla. Prozatím je stále dostupný jen asistent řízení, přičemž jsou sbírána data o jízdách s cílem zlepšit funkci na takovou úroveň, aby mohla být softwarově zpřístupněna ve všech vozech, jakmile bude odladěná a zároveň to umožní legislativa. Automobilka v roce 2016 očekávala, že zpřístupní plně autonomní řízení do konce roku 2017, což se ale stalo až v roce 2020. Za účelem zpracování videa z automobilů Tesla a následného trénování AI pro jejich lepší autonomní řízení vytvořila superpočítač Tesla Dojo.
Název „Autopilot“ je vhodný, protože stejně jako v letadle odkud název pochází vyžaduje plnou pozornost pilota a jde i tam o pouze asistenční systém.
FSD (Full Self-Driving) je od roku 2020 dostupný systém pro plně autonomní jízdu. Dělí se na FSD Supervised, který vyžaduje monitorujícího oprávněného řidiče připraveného kdykoli převzít kontrolu a FSD Unsupervised využívaného v autech Robotaxi nevyžadujícího řidiče v příslušném sedadle. Systém FSD je dostupný na trzích mimo Evropu, kde stále čeká na regulatorní povolení.

### Stacionární baterie
Společnost Tesla uvedla dne 30. dubna 2015 na trh baterie pro domácnost, která nese jméno Tesla Powerwall. Jedná se o produkt, který výrazně překračuje hranice automobilového průmyslu a přesto s automobilkou velice souvisí. Tímto se Tesla poprvé ve své historii výrazně odchýlila od svého zaměření. Baterie pro domácnost měly v době uvedení na trh kapacitu 7 kWh nebo 10 kWh. Od října 2016 Tesla nabízí vylepšený model o kapacitě 13,5 kWh. Tyto domácí baterie jsou vyráběny společně s akumulátory pro automobily v průmyslovém objektu v Nevadě, USA.
Společně s baterií Tesla Powerwall byla odhalena i baterie Tesla Powerpack sloužící k napájení velkých objektů a pro energetické společnosti.
Největší baterií prodávanou společností je Tesla Megapack využívané energetickými společnostmi pro ukládání energie a vyrovnávání distribuční sítě. Vyrábí se v Lathrop, Kalifornii a Shangaji, Číně.
Tesla postavila největší lithium-ion baterii na světě v Hornsdale, Austrálii objednané a provozavené firmou Neoen o celkové kapacitě 190 MWh a výkonu 150 MW.

### Solární střešní tašky
Společnost Tesla, Inc. uvedla dne 10. května 2017 na trh solární střešní tašky. První dvě provedení doplní v roce 2018 další dvě. Cenově i vizuálně konkurují konvenčním krytinám, generují navíc elektřinu. Tašky na vhodně nasvícených místech střechy obsahují solární panel, ostatní elektřinu negenerují. Z úrovně ulice je díky úhlovému filtru nelze rozlišit, působí tak moderním a čistým dojmem. Nasedají na sebe zámky s konektorem pro rychlou instalaci, která Tesla pokrývačům trvá 5-7 dní, podle velikosti střechy. Tesla demonstrovala extrémní odolnost proti kroupám a jiným projektilům. Tašku kryje vrstva tvrzeného skla. Při laboratorních testech na tašku vystřelili ledovou kouli letící rychlosti 160 km v hodině. Zatímco běžná střešní krytina se změnila na pár střepů, deska od Tesly náraz ve zdraví ustála. Společnost poskytuje časově neomezenou záruku na funkčnost krytiny a 30 let záruku na její schopnost generovat elektřinu.
Tesla se tak dále profiluje jako obecně energetická společnost, pro kterou jsou automobily jen jedna kategorie produktů.

### Rychlonabíjecí stanice Supercharger
Aby Tesla umožnila rychlé dobíjení svých vozů, začala v roce 2012 budovat síť rychlonabíjecích stanic zvaných Supercharger. V říjnu 2016 již bylo vybudováno celosvětově 719 stanic s 4428 nabíjecími místy. Rychlonabíjecí stanice zvládne nabít 90 kWh Model S během 30 minut na dalších 270 km jízdy a plné dobití automobilu trvá 75 minut. Auta vyrobené do roku 2017 mají rychlonabíjení u Superchargeru zdarma.[zdroj?] Do 17.9.2021 Tesla nabízela Referral Program, v rámci kterého mohl nový majitel vozu získat zdarma nabíjení u Superchargerů v podobě energie pro ujetí 1500 km.
První Supercharger v České republice byl otevřen v roce 2016. V září roku 2021 se v Česku nachází sedm Tesla Superchargerů. U Prahy ve Vestci, v Humpolci u dálnice D1, v Olomouci u dálnice D35, v Brně u nákupního centra Olympia, v Kamenném Újezdu u Českých Budějovic, v Lovosicích a v Plzni u hotelu Ibis v průmyslové zóně Borská pole.

### Sdílení technologií
V červnu 2014 oznámil Elon Musk, že Tesla v dobré víře umožní komukoliv užívat její technologické patenty. Důvodem bylo především motivovat talentované zaměstnance a urychlit pokrok na trhu s elektromobily. „Realita je taková, že produkce elektromobilů u hlavních výrobců je malá, až neexistující, což představuje v průměru méně než 1 % jejich celkových prodejů vozidel," dodal Musk. Tesla zůstane stále držitelem jiného duševního vlastnictví, jako jsou ochranné známky a obchodní tajemství, které zabrání přímému kopírování automobilů značky.

## Výrobní zařízení

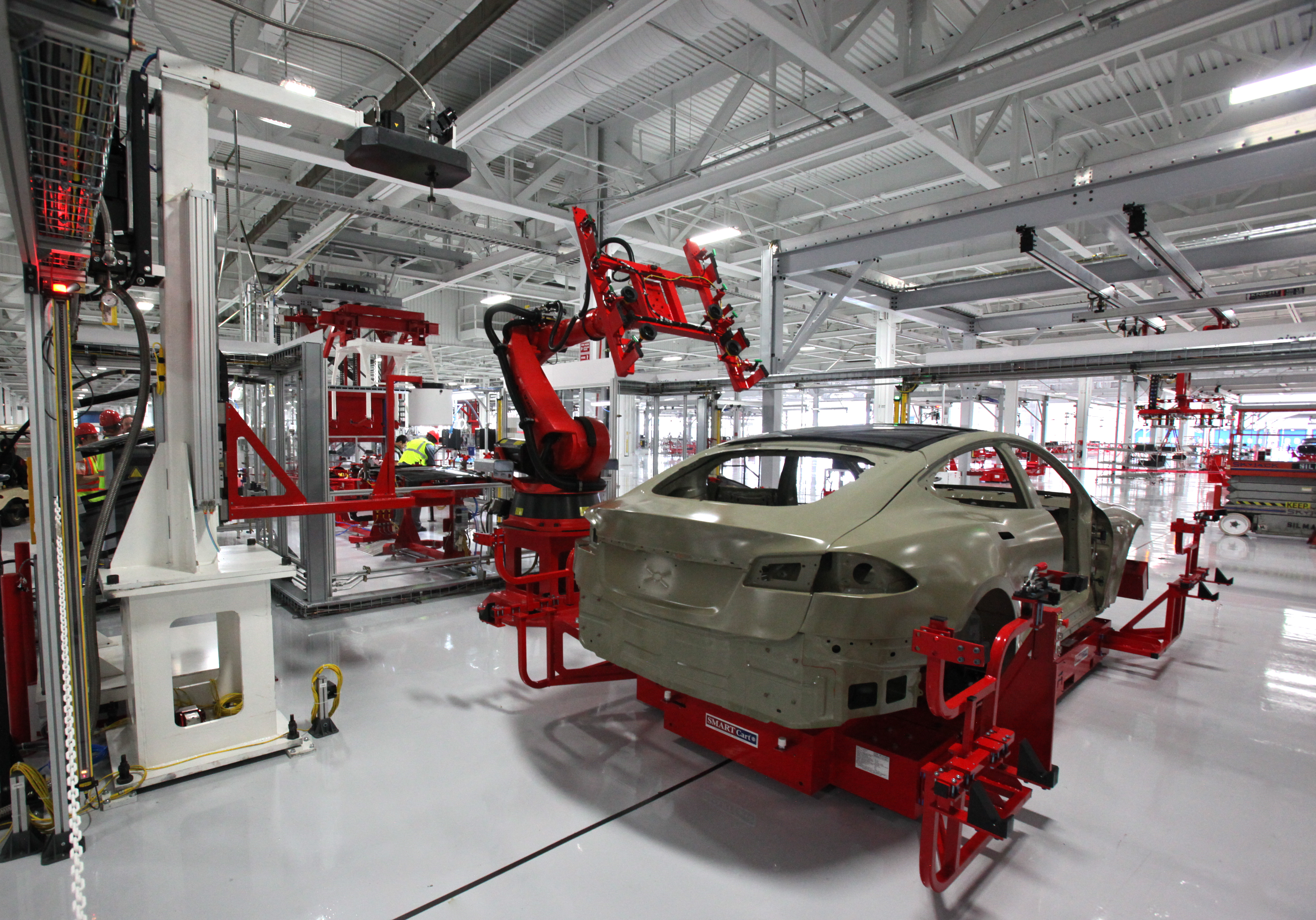
Tesla továrna v Kalifornii

Centrála firmy se nachází v Palo Alto v Kalifornii. Ke konci roku 2016 měla Tesla pobočky ve 21 zemích světa.

### USA
Tesla byla založena v San Carlos v Kalifornii. V roce 2007 společnost otevřela své kanceláře v Rochester Hills v Michiganu. Kanceláře byly později zrušeny z důvodu ztrátovosti. Část zaměstnanců se přesunula do menší kanceláře v Auburn Hills v Michiganu, zatímco většina se vrátila do Kalifornie. Tesla zpočátku otevřela tyto prodejny: v Los Angeles v dubnu 2008, v Menlo Park v Kalifornii v červenci 2008 a v New Yorku v červenci 2009. V roce 2010 Tesla přesunula svou centrálu do nového vývojového střediska v Palo Alto v Kalifornii.

#### Gigafactory
V Nevadě je v současnosti ve výstavbě také obří továrna na baterie pro elektromobily zvaná Gigafactory, do roku 2020 se zde začnou vyrábět lithium-iontové akumulátory pro automobil Tesla Model 3. Dle tvrzení firmy bude továrna zaměstnávat okolo 6500 lidí a masová produkce baterií ve spolupráci s firmou Panasonic by měla snížit jejich cenu asi o 30 %. Po dokončení a dosáhnutí maximální výroby by měla továrna produkovat takové množství baterií, které odpovídá jejich celosvětové produkci za rok 2013. Vyrábí se zde také Tesla Powerwall. Po dokončení se bude jednat o největší budovu na světě dle rozlohy.
Výrobní zařízení (ke květnu 2020):
| Název                       | Lokace                      | Modely                                                     | Otevření  | Poznámky                                                                           |
| --------------------------- | --------------------------- | ---------------------------------------------------------- | --------- | ---------------------------------------------------------------------------------- |
| Lotus Cars, Hethel, UK      | Lotus Cars, Hethel, UK      | Tesla Roadster                                             | 2006–2008 | Výroba vozidel v Anglii. Již nevyuživané.                                          |
| Menlo Park, California, USA | Menlo Park, Kalifornie, USA | Tesla Roadster                                             | 2006–2008 | Finální složení vozidel vyrobených v Lotus Cars v Hethel, Anglie. Již nevyužívané. |
| Tesla Factory               | Fremont, Kalifornie, USA    | Tesla Model S, Tesla Model X, Tesla Model 3, Tesla Model Y | 2010      |                                                                                    |
| Tesla zařízení v Tilburg    | Tilburg, Nizozemsko         | Tesla Model S, Tesla Model X                               | 2013      | Finální složení vozů vyrobených v USA.                                             |
| Giga Nevada                 | Storey County, Nevada, USA  | Baterie, Powerwall, Powerpack, Megapack                    | 2016–2020 | První tři bloky otevřeny v roce 2016, celkových 21 otevřeno v roce 2020.           |
| Giga New York               | Buffalo, New York, USA      | Solární panely, Solární střechy, Superchargery             | 2017      |                                                                                    |
| Giga Šanghaj                | Šanghaj, Čína               | Tesla Model 3, Tesla Model Y                               | 2019      | Výroba vozů pro čínský trh.                                                        |
| Giga Berlín                 | Berlín, Německo             | Tesla Model 3, Tesla Model Y, Baterie                      | 2022      |                                                                                    |
| Giga Texas                  | Austin, Texas, USA          | Tesla Cybertruck, Tesla Model 3, Tesla Model Y, Tesla Semi | 2022      | Ve výstavbě, plánované otevření 2022.                                              |

## Prodejny

### Kanada
První prodejna Tesly v Kanadě byla otevřena v listopadu 2012 v obchodním centru v Torontu. Jednalo se o první prodejnu nové generace s interaktivními displeji, které zákazníkům umožnily přizpůsobit výbavu automobilu a zobrazit výslednou konfiguraci na 85palcové zdi. Ke konci roku 2016 bylo v Kanadě v provozu 8 prodejen v Montrealu, Quebec City, Calgary, Torontu a Vancouveru.

### Evropa
V červnu 2009 byla otevřena první evropská prodejna automobilky v Londýně, kterou následovala prodejna v Mnichově v září téhož roku. Evropská centrála firmy se nachází v Amsterdamu v Nizozemsku. V roce 2013 bylo v Tilburgu v Nizozemsku vybudováno evropské distribuční centrum, kde se montují automobily pro evropský trh z dovezených dílů z USA.

#### Česko
V Česku v roce 2019 vlastnilo vůz Tesla přibližně 400 lidí. Na jaře 2019 byl v Praze vybudován servis pro vozy Tesla, od října 2019 byl servis ve čtvrti Vysočany rozšířen také o prodejní a výdejní místo. V červnu roku 2021 Tesla servis i prodejní místo přestěhovala do Průhonic. Do doby, než bylo prodejní místo otevřeno, neexistovala možnost oficiální koupi vozu Tesla v České republice. K září 2021 se v Česku nachází sedm Tesla Superchargerů. U Prahy ve Vestci, v Humpolci u dálnice D1, v Olomouci u dálnice D35, v Brně u nákupního centra Olympia, v Kamenném Újezdu u Českých Budějovic, v Lovosicích a v Plzni u hotelu Ibis v průmyslové zóně Borská pole.

### Asie
První asijská prodejna Tesly byla otevřena v Tokiu v listopadu 2010. V roce 2011 pak vznikla první prodejna v Hongkongu. Od července 2010 do února 2011 existovala prodejna společnosti v Singapuru, jejíž provoz byl ukončen z důvodu nedostatku tamních daňových úlev pro elektromobily. V listopadu 2013 byla otevřena první pobočka v Pekingu.

### Austrálie
Tesla otevřela svou první australskou pobočku v Sydney v roce 2010. Na konci roku 2016 byly v Austrálii 4 prodejny, 2 v Sydney a 2 v Melbourne.

## Kontroverze
Osobní data uživatelů nejsou dostatečně zabezpečena.
Firma se před zákazníky snaží zastírat problémy a vzbuzuje falešná očekávání.